# 杜代什蒂諾伊鄉
45°50′N 21°06′E / 45.833°N 21.100°E
杜代什蒂諾伊鄉（羅馬尼亞語：Comuna Dudeștii Noi, Timiș），是羅馬尼亞的鄉份，位於該國西部，由蒂米什縣負責管轄，面積54平方公里，海拔高度87米，2008年人口2,501，人口密度每平方公里46人。